# Sigil
Un sigil és un segell màgic, un signe o pictograma que representa un dimoni, àngel, símbol esotèric o similar i que serveix d'ajuda al mag per apropar-se al poder que vol invocar. El terme deriva del llatí "sigilum" (segell) però també es relaciona amb l'hebreu סגולה, "segulah", que significa "paraula espiritual". Els sigils apareixen als grimoris, amulets, vestits cerimonials, segells personals i anells dels mags i es poden dibuixar a altars, taules on es preparen ingredients de conjurs o a terra per consagrar-lo. En la cultura popular es confonen amb altres ornaments esotèrics, a manera de decoració de peces de roba o habitacions suposadament màgiques.

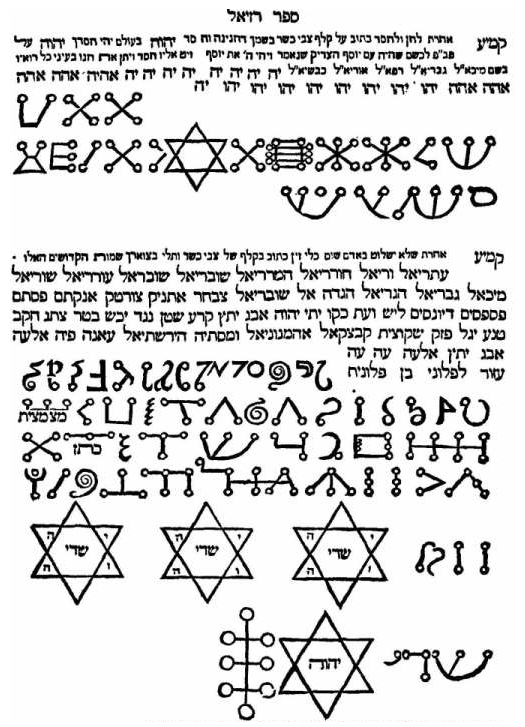
Pàgina amb sigils tradicionals

Els sigils s'originen al Neolític com a símbols màgics, anàlegs a certes runes gòtiques i signes propiciatoris però amb l'ús modern apareixen a l'edat mitjana, quan s'associen de manera sistemàtica esperits i energies a certs símbols, igual que els planetes o elements tenien la seva correspondència en símbols dins l'alquímia. Progressivament, a mesura que es van lligant amb el saber ocult, se centren en la invocació de dimonis. Es considera que el sigil actua com una mena de nom autèntic o contrasenya d'aquell ésser, en la tradició de la càbala jueva que llegeix els textos sagrats amb un codi per fer aflorar el seu autèntic significat. Durant el renaixement proliferen els tractats sobre els sigils i es transmeten i modifiquen els signes tradicionals. Els segles posteriors, malgrat l'auge del racionalisme, continuen amb la tradició màgica hermètica i es poden veure al peu de nombrosos manuscrits, fins i tot de tractats científics.
Amb l'arribada dels cultes neopagans contemporanis, el sigil esdevé una marca personal, de manera que es poden crear de zero, com una espècie de signatura màgica. Els graffiti o certs tatuatges es basen en el mateix sistema d'abstracció o superposició de lletres a partir del nom propi o lema, que només es pot llegir per part dels qui estan acostumats a identificar-los o bé només per part del creador i propietari del signe.

Sigil creat a partir del mot Wikipedia

Els sigils poden tenir formes i aparences diverses. Són freqüents els pentacles, els símbols basats en estrelles i els quadrats màgics. També apareixen variacions de la creu invertida o alteracions dels signes cristians tradicionals, així com inicials dels noms dels diables que es vol fer aparèixer. Aquest joc amb noms reals i paraules va donar peu a diversos alfabets màgics complets, on es podia crear tot un llenguatge apte per a encanteris superposant lletres o girant-les amb un codi especial. La Clavicula Salomonis Regis és un dels tractats que recull més sigils tradicionals, en les taules d'equivalències de cada dimoni i els seus atributs.